# Jacques Tourneur
Jacques Tourneur (* 12. November 1904 in Paris; † 19. Dezember 1977 in Bergerac im Département Dordogne) war ein französischer Filmregisseur mit US-amerikanischer Staatsbürgerschaft. Einige seiner Filme wie Katzenmenschen oder Goldenes Gift gelten heute als Meisterwerke.

## Leben und Karriere
Jacques Tourneur kam 1914 zusammen mit seinem Vater, dem französischen Filmregisseur Maurice Tourneur in die USA. 1919 erhielt er die amerikanische Staatsbürgerschaft. 1929 traf Tourneur bei den Dreharbeiten seines Vaters zum deutschen Film Das Schiff der verlorenen Menschen seine künftige Ehefrau, die Schauspielerin Christiane Virideau. Nachdem er seinem Vater bei dessen Projekten assistiert hatte, drehte Tourneur 1931 den französischen Film Tout ça ne vaut pas l’amour.
Als Leiter des zweiten Drehteams von David O. Selznicks Literaturverfilmung Flucht aus Paris (1935) traf er auf den Regisseur Val Lewton, der ihn nach Übernahme der neuen „Horror-Abteilung“ bei RKO 1942 bat, sein erster Regisseur zu werden. Das Resultat waren künstlerisch herausragende Filme wie Katzenmenschen (Cat People, 1942) und Ich folgte einem Zombie, und das trotz eines verhältnismäßig geringen Budgets. 1947 gelang ihm mit dem vielschichtigen, atmosphärisch dichten Film Goldenes Gift mit Robert Mitchum, Kirk Douglas und Jane Greer in den Hauptrollen ein Meisterwerk des Film Noir.
Nachdem Tourneur 1950 für den von ihm geliebten Stoff des Western Stars in My Crown mit Joel McCrea aus künstlerischem Idealismus die Dominanz von Kategorien des Einspielergebnisses abgelehnt hatte, erhielt er von den großen – vor allem an Gewinn-Maximierung orientierten – Hollywood-Studios keine hochdotierten Aufträge mehr und musste sich für den Rest seiner Karriere auf die Herstellung von finanziell weniger gut ausgestatteten Filmen und Fernsehserien beschränken. Hierbei entstanden einerseits produktionsbedingt auf den Mainstream ausgerichtete filmische Beiträge u. a. zu Bonanza, Unglaubliche Geschichten (The Twilight Zone) oder The Barbara Stanwyck Show, andererseits aber auch künstlerische Filme wie der subtile und hintergründige Horror-Klassiker Der Fluch des Dämonen mit Dana Andrews.

## Filmografie
- 1926: Brand im Osten (Tell It to the Marines) (als zweiter Regieassistent)
- 1928: Die goldene Hölle (The Trail of ’98) (als Darsteller)
- 1933: Toto (lief 2017 in Locarno im Rahmen einer Tourneur Retrospektive)
- 1937: Romance of Radium Kurzfilm
- 1938: Marie-Antoinette Regie-Assistent von W. S. Van Dyke
- 1942: Katzenmenschen (Cat People)
- 1943: Ich folgte einem Zombie (I Walked with a Zombie)
- 1943: The Leopard Man
- 1944: Experiment in Terror (Experiment Perilous)
- 1944: Days of Glory
- 1946: Feuer am Horizont (Canyon Passage)
- 1947: Goldenes Gift (Out of the Past)
- 1948: Berlin-Express (Berlin Express)
- 1950: Stars in My Crown
- 1950: Der Rebell (The Flame and the Arrow)
- 1951: Der dreizehnte Gast (Circle of Danger)
- 1951: Die Piratenkönigin (Anne of the Indies)
- 1952: König der Gauchos (Way of a Gaucho)
- 1955: Wichita
- 1956: Skrupellos (Great Day in the Morning)
- 1957: Der Fluch des Dämonen (Night of the Demon, auch Curse of the Demon)
- 1957: Wenn die Nacht anbricht (Nightfall)
- 1958: Draufgänger nach vorn (Frontier Rangers)
- 1959: Feind im Rücken (Mission of Danger)
- 1959: Die Schlacht von Marathon (Alternativ-Titel: Hercules – Die grosse Schlacht um Hellas) (La battaglia di Maratona)
- 1963: Ruhe Sanft GmbH (The Comedy of Terrors)
- 1965: Stadt im Meer (City Under the Sea)